# Тейлор, Стивен
Сти́вен Ви́нсент Те́йлор (англ. Steven Vincent Taylor; 23 января 1986, Гринвич, Большой Лондон) — английский футболист, защитник, тренер.

## Карьера

### Ранняя карьера
Тейлор родился в Лондоне в семье джорди, и спустя несколько недель после рождения родители вместе с ним вернулись на Северо-Восток Англии. Там на Северном Тайнсайде Стивен и пошёл в среднюю школу вместе с будущим товарищем по академии «Ньюкасла» Питером Рэмэджем. Он играл ключевую роль в команде до 17 лет в течение сезона 2001/02. После окончания выпускных экзаменов в школе 17-летний Тейлор подписал свой первый профессиональный контракт. В следующем сезоне с 11 декабря 2003 года по 11 января 2004 года он был отправлен в месячную аренду в клуб третьего английского дивизиона «Уиком Уондерерс», где дебютировал против «Ноттс Каунти» 13 декабря. Он отыграл за «селезней» 6 матчей под руководством Тони Адамса.

### «Ньюкасл Юнайтед»
После возвращения в «Ньюкасл» в последней половине сезона подросток главным образом балансировал между первой и резервной командами. 25 марта 2004 года в четвёртом раунде Кубка УЕФА в матче против «Мальорки» Тейлор вышел на замену вместо Энди О’Брайена. Дебют Стивена стал рекордным. Он оказался самым молодым дебютантом «Ньюкасла» в еврокубках. Это достижение было побито только в ноябре 2006 года юным Энди Кэролом. Три дня спустя Тейлор дебютировал в Премьер-лиге против «Болтон Уондерерс», оказавшись в стартовом составе и в менее знакомой для себя роли правого защитника. Его дебют оказался неудачным. В одном из игровых эпизодов он проиграл силовую борьбу своему оппоненту Хенрику Педерсену, что привело к победному голу «Болтона».
Старт сезона 2004/05 Тейлор пропустил из-за травмы. Однако он восстановился и уже в ноябре занял место правого защитника, заменив ирландца Стивена Карра, который не смог играть из-за повреждения. Тейлз сумел поучаствовать в 22 играх за клуб, причём 17 из них он начинал в стартовом составе. В этом сезоне молодой защитник запомнился тем, что 2 апреля в матче против «Астон Виллы» он спас пустые ворота сорок, отбив мяч рукой после удара Дариуса Васселла. Арбитр сразу показал ему красную карточку за умышленную игру рукой. Но этот инцидент был практически забыт после последующей драки между одноклубниками Ли Бойером и Кироном Дайером, которая закончилась удалением обоих. В результате «Ньюкасл» доигрывал матч с восемью футболистами на поле.
Тейлор несколько сезонов мучился из-за различных травм. 27 декабря «Ньюкасл» приехал в гости к «Ливерпулю». Матч закончился победой хозяев со счётом 2:0, а Стив смог отыграть в нём только 28 минут. После борьбы с Фернандо Морьентесом за верховой мяч он неудачно приземлился и усугубил повреждение плеча, полученное им ещё в ноябре во время выступления за молодёжную сборную. Потребовалось хирургическое вмешательство, в результате которого 19-летнему парню пришлось пропустить оставшуюся часть сезона 2005/06. Вернулся на поле Тейлор только 11 мая, выйдя на замену в прощальном матче Алана Ширера.

### Прорыв
Сезон 2006/07 стал сезоном прорыва для Тейлора. 23 ноября 2006 года в рамках проведения Кубка УЕФА «Ньюкасл» встречался с испанской «Сельтой». Именно в этом матче Стивен забил свой первый гол за взрослую команду. Матч подходил к концу при счёте 1:1. За 4 минуты до конца основного времени игры с углового флажка подачу делал Альберт Луке. И замкнул этот навес голевым и победным ударом головой Стивен Тейлор. Празднуя забитый гол, он пробежал от одного конца поля до другого. И товарищи по команде прозвали его за это «Форрестом Гампом». А уже 9 декабря 2006 года он забил свой первый гол в Премьер-лиге в матче против «Блэкберн Роверс», завершившемся победой со счётом 3:1. Тейлз начал играть более регулярно, выходя 12 раз в стартовом составе обороны «Ньюкасла». Однако при новом менеджере Сэме Эллардайсе Тейлор всё чаще перестал попадать в число первых одиннадцати игроков. И появились даже опасения, что защитник покинет «Сент-Джеймс Парк», после того как в сентябре он отверг предложение о новом пятилетнем контракте с клубом. Но в ноябре 2007 года Ассоциация футбольных журналистов северо-востока Англии проголосовала за него как лучшего молодого игрока года. А с приходом Кевина Кигана на место Эллардайса он вернулся на своё место на поле и подписал новый трёхлетний контракт в конце сезона.

### Вылет и сезон 2009/10
После нескольких месяцев игры в стартовом составе Тейлор получает очередную травму, и уступает своё место на поле Себастьяну Бассонгу, который отлично сыгрался в обороне с Фабрицио Колоччини. Стивен сумел хорошо проявить себя в некоторых важных матчах. Например, забитый им мяч в ворота «Эвертона», благодаря которому «Ньюкасл» смог вырвать ничью. После восстановления от травмы Тейлор главным образом вступал в игру на месте правого защитника. 24 мая 2009 года он провёл 150-й матч за клуб. Это была последняя игра в чемпионате, которая завершилась поражением от «Астон Виллы» со счётом 0:1. Несмотря на то, что Тейлор провёл свой самый результативный сезон за время выступлений за клуб (он сумел забить в матчах Премьер-лиги 4 гола), этот проигрыш означал вылет «сорок» из Премьер-лиги. Вдобавок к этому он из-за травмы не смог принять участие в играх за молодёжную сборную на чемпионате Европы, который состоялся в июне. В ходе голосования болельщиков на сайте /www.journallive.co.uk за лучшего игрока сезона Тейлор занял второе место, уступив Себастьяну Бассонгу. С понижением в классе «Ньюкасла» возник вопрос относительно будущего Тейлора. В газетах начали циркулировать слухи о его возможном возвращении в Премьер-лигу в составе «Челси» в качестве замены Джону Терри, к которому стал проявлять большой интерес «Манчестер Сити». Также ходили слухи о возможном уходе Тейлора в «Эвертон». Сам футболист не предпринял никаких действий для перехода в другой клуб вплоть до закрытия трансферного окна. И объявил о своём решении остаться в команде и помочь «Ньюкаслу» вернуться в Премьер-лигу, даже если это будет означать, что он должен будет на ближайшее время забыть о своих мечтах дебютировать за первую национальную сборную. Тейлор появлялся на поле во всех играх начала сезона. 19 сентября он забил свой первый гол в чемпионате, в матче против «Плимута», который закончился со счётом 3:1. 22 сентября в матче на Кубок лиги против «Питерборо» Тейлор выводил команду на поле в качестве капитана. В октябре из-за травмы подколенного сухожилия, полученной во время тренировки, Стивену пришлось пропустить четыре игры. Но он вернулся в строй уже в первой ноябрьской игре против «Питерборо». Тейлор и Колоччини составили отличную пару в центре обороны «Ньюкасла». При них «сороки» выдали длительную беспроигрышную серию домашних матчей. Однако полученная в январском матче против «Вест Бромвича» травма колена разрушила их тандем. Тренерский штаб надеялся, что Стивен вернётся в строй ближе к концу марта, и поможет своей команде в оставшихся матчах. Но этому не суждено было сбыться. 21 марта Тейлор был доставлен в больницу Королевы Виктории, где игроку был поставлен диагноз — перелом челюсти. В прессе появилась информация, что в воскресенье вечером на тренировочной базе нападающий Энди Кэрролл, который славится своим бурным нравом, вступил в перепалку с собственным одноклубником, которая закончилась дракой и госпитализацией Тейлора. Представители клуба отказались комментировать инцидент. Но, несмотря на то, что Тейлор пропустил оставшуюся часть сезона, «Ньюкасл» закончил его на вершине турнирной таблицы, так и не проиграв ни одного домашнего матча, и оформил своё возвращение в Премьер-лигу.

### Сезон 2010/11
17 июля «Ньюкасл» проводил предсезонную игру против «Карлайл Юнайтед». В этом матче Тейлор впервые с января появился на поле. Он вышел на замену во втором тайме и получил новую травму. Вывих плеча потребовал хирургического вмешательства. На восстановление после операции должно было уйти около трёх-четырёх месяцев. Ожидалось, что футболист вернется в строй к ноябрю.
25 августа «Ньюкасл» официально сообщил, что центральный защитник Стивен Тейлор выставлен на трансфер. Действующий контракт 24-летнего англичанина с «сороками» истекает в конце нынешнего сезона. Агент футболиста запросил у руководства 60 тысяч фунтов в неделю. В то время как клуб был готов заплатить только 40 тысяч. Сторонам не удавалось согласовать новую сделку, поэтому клуб решил поскорее продать защитника. Услышав эту новость, Тейлор официально заявил, что готов продолжить переговоры и найти компромиссное решение. Покинув лазарет команды, Тейлор провёл несколько матчей на скамейке запасных. Дисквалификации защитников «Ньюкасла» ускорили его возвращение на поле, на которое он впервые вышел после травмы сразу в стартовом составе 28 ноября в домашнем матче против «Челси». Игра закончилась со счётом 1:1. Стивен вернул себе твердое место в основе и 27 декабря 2010 года подписал новый контракт с «Ньюкаслом» на 5,5 лет. 5 января 2011 года в домашнем матче против «Вест Хэма», завершившимся разгромом гостей 5:0, защитник смог отыграть лишь первый тайм, и был заменен по причине очередного повреждения. На этот раз восстановление не заняло так много времени. 26 февраля Тейлор вышел на замену в матче против «Болтона». Но потеря оптимальной игровой формы сказалась. Практически до конца сезона Стивен постоянно был в заявке на матч, но появлялся на поле эпизодически. Лишь в мае он опять прочно занял место в стартовом составе и даже забивал голы в трёх последних матчах сезона.

### Сезон 2011/12
С начала сезона во всех матчах Премьер-лиги главный тренер «сорок» Алан Пардью использовал одинаковую связку в центре обороны — Стивен Тейлор и Фабрисио Колоччини. Благодаря этому защитная линия «Ньюкасла» считалась лучшей в чемпионате. Но 3 декабря 2011 года, несмотря на то, что Стивен отыграл все 90 минут игры против «Челси», он получил очередную травму. Диагноз — повреждение ахилла. Углубленное медицинское обследование показало, что единственным способом решения проблемы является вмешательство хирурга. На следующий же день была назначена операция. Тейлор успел сыграть 14 матчей. Больше в этом сезоне он на поле не вышел. Восстановление заняло долгих 7 месяцев.

### Сезон 2012/13
10 июля главный тренер «Ньюкасла» Алан Пардью сообщил, что центральный защитник Стивен Тейлор полностью залечил свою травму, возобновил тренировки и предсезонную подготовку проведет без каких-либо ограничений.

### «Портленд Тимберс»
1 августа 2016 года Тейлор подписал контракт с клубом MLS «Портленд Тимберс». В американской лиге дебютировал 21 августа 2016 года в матче против «Сиэтл Саундерс». 28 августа 2016 года в матче против «Сиэтл Саундерс» забил свой первый гол в MLS. 15 декабря 2016 года Тейлор и «Портленд Тимберс» расторгли контракт по взаимному согласию сторон.

### «Веллингтон Феникс»
10 июля 2018 года Тейлор подписал однолетний контракт с новозеландским клубом чемпионата Австралии «Веллингтон Феникс».

### «Одиша»
16 сентября 2020 года Тейлор присоединился к клубу Индийской суперлиги «Одиша», подписав однолетний контракт с опцией продления ещё на один год.

### В сборной
В ноябре 2001 Тейлор был назначен капитаном сборной Англии до 16 лет. А на международном соревновании, в котором участвовали юные футболисты из Германии, Испании, Нидерландов и Англии, его назвали лучшим игроком турнира. Следующим летом он уже был капитаном сборной до 17 лет, и выиграл с ней Общенациональный турнир, завоевав тем самым свой первый международный титул. В марте 2003 Англия до 17 квалифицировалась на чемпионат Европы. Команда попала в одну группу вместе со сборными Чехии, Словакии и Шотландии. И в матче против Словакии, состоявшемся в Болтоне, англичане победили со счётом 5:0, а Тейлор забил свои первые два гола за национальную команду. Он также принял участие в молодёжном чемпионате мира 2003 года для игроков в возрасте до 20 лет, вместе с будущими партнёрами по сборной до 21 года Джеймсом Милнером, Эндрю Тейлором и Мартином Крейни. В турнире, состоявшемся в Дубае, он принял участие во всех групповых матчах, несмотря на то, что был одним из самых молодых членов команды. 17 февраля 2004 года Тейлор дебютирует за сборную Англии до 21 года в матче против нидерландцев, который закончился победой англичан со счётом 3:2. В июне 2005 года Тейлор выступает за сборную Англии до 20 лет на Международном турнире в Тулоне. Он дважды забивает в сериях пенальти, и помогает команде финишировать третьими в соревновании. Первый гол за сборную до 21 года Стивен забил 6 сентября в ворота Германии, а потом 11 октября добавил ещё два гола в ворота сборной Польши. 25 мая 2007 года Стивен в качестве запасного игрока дебютирует за вторую сборную Англии в матче против Албании. Заканчивал он этот сезон за сборную до 21 года, которая участвовала в чемпионате Европы, проходившем в Нидерландах. Пропустив первый матч из-за красной карточки в играх плей-офф против Германии, Стивен сыграл другие две игры группы и полуфинал против хозяев турнира. Британцы вели 1:0, но в самой концовке основного времени Стивен Тейлор получил травму голеностопа в своей вратарской площади. Больше минуты он лежал на траве, но арбитр игру не остановил, и нидерландцы сумели сравнять счёт. Матч перешёл в дополнительное время. Тейлору пришлось доигрывать встречу с травмой, так как все замены уже были использованы. И ещё поле из-за травмы покинул защитник англичан Недум Онуоха, оставив партнёров вдесятером. В итоге матч закончился серией послематчевых пенальти, где со счётом 13:12 победили нидерландцы. 22 августа 2007 года Тейлор вызывался в первую сборную Англии на товарищескую игру с Германией, которая состоялась на «Уэмбли». Но на поле он так и не появился, оставшись на скамейке запасных. В начале сентября 2007 года Тейлор был назначен капитаном сборной Англии до 21 года, и руководил ей во всех квалификационных матчах чемпионата Европы 2009. Однако рецидив старой травмы вынудил капитана пропустить финальную часть турнира и завершить карьеру в сборной до 21 года.

## Характеристика
Он универсальный центральный защитник, который иногда играет на позиции правого защитника или, в редких случаях, на позиции левого защитника.